# Витрук, Андрей Никифорович
Андре́й Ники́форович Витрук (8 июля 1902 — 3 июля 1946) — советский военачальник, отличившийся в Великой Отечественной войне. Командир специального оперативного авиационного соединения — Авиагруппы генерал-майора Витрука, действовавшего с октября 1944 по май 1945 годов в интересах Народно-освободительной армии Югославии (НОАЮ). Гвардии генерал-майор авиации (04.02.1944), Герой Советского Союза (24.02.1942), Народный Герой Югославии (1945).

## Биография
Родился 8 июля 1902 года в селе Андрушки ныне Попельнянского района Житомирской области Украины в крестьянской семье. Член ВКП(б) с 1926 года. Окончил среднюю школу, работал на сахарном заводе.

## Служба в межвоенный период
В Красной Армии с мая 1924 года. Был направлен на срочную службу в артиллерию. Прошёл курс обучения в учебной артиллерийской батареи Украинского военного округа в Чугуеве в 1924 году. После её окончания служил в 1-м дивизионе бронепоездов (Киев): орудийный мастер, старшина. В сентябре 1927 года был направлен на учёбу в Сумскую артиллерийскую школу имени М. В. Фрунзе, которую окончил в 1930 году. С июля 1930 года служил в 22-м артиллерийском полку 22-й Краснодарской стрелковой дивизии Северо-Кавказского военного округа: командир огневого взвода, командир учебного взвода, командир батареи. При этом в сентябре 1932 года окончил курсы усовершенствования при Объединённой военной Кремлёвской школе имени ВЦИК (Москва).
Однако в феврале 1933 года в судьбе А. Н. Витрука произошёл крутой поворот: он был из артиллерию направлен на службу в авиацию. В 1934 году он окончил 2-ю военную Краснознамённую школу лётчиков имени Осоавиахима СССР в Борисоглебске. Служил в ВВС Ленинградского военного округа: с декабря 1934 года — командир звена в 110-м отдельном корректировочном авиаотряде (город Пушкин), с сентября 1937 — командир 5-го отдельного корпусного авиаотряда. С 1938 года командовал эскадрильей в 58-м скоростном бомбардировочном авиационном полку, в этой должности в сентябре 1939 года принимал участие в походе РККА в Западную Украину. 
Участник советско-финской войны 1939—1940 годов. Эскадрилья под его командованием успешно действовала на выборгском направлении, нанеся значительный урон финским войскам. Сам А. Н. Витрук выполнил 48 боевых вылетов. На этой войне получил свои первые боевые награды. В конце весны 1940 года назначен помощником командира 58-го бомбардировочного авиаполка, а в декабре 1940 года направлен учиться на курсы усовершенствования командиров авиаполков при Военной академии командного и штурманского состава ВВС РККА. Окончил их в начале июня 1941 года, был назначен командиром 65-го штурмового авиационного полка ВВС Ленинградского военного округа. 

## Великая Отечественная война
С началом войны полк под его командованием сражался на Северо-Западном, Северном, Ленинградском фронтах, а осенью 1941 года спешно переброшен на московское направление и передан в Московскую зону оборону. Полк сражался в Прибалтийской оборонительной операции, при обороне Ленинграда и в битве за Москву. Командир полка подполковник Витрук А. Н. к началу 1942 года совершил 21 боевой вылет, проявив при этом исключительное мужество.
Указом Президиума Верховного Совета СССР «О присвоении звания Героя Советского Союза начальствующему составу Военно-воздушных сил Красной Армии» от 24 февраля 1942 года за «образцовое выполнение боевых заданий командования на фронте борьбы с немецкими захватчиками и проявленные при этом отвагу и геройство» удостоен звания Героя Советского Союза с вручением ордена Ленина и медали «Золотая Звезда» (№ 647).
С марта 1942 года командовал 1-м учебно-тренировочным авиационным полком 4-й запасной авиационной бригады (Приволжский военный округ).
С июля 1942 года до Победы над гитлеровской Германией А. Н. Витрук командовал 291-й штурмовой авиационной дивизией (с 5 февраля 1944 года — 10-я гвардейская штурмовая авиационная дивизия). Дивизия сражалась в 16-й, 2-й, 5-й и 17-й воздушных армий соответственно Сталинградского, Донского, Воронежского, 1-го Украинского, 2-го Украинского, 3-го Украинского фронтов. Её лётчики отличились в ходе Сталинградской битвы, Острогожско-Россошанской, Белгородско-Харьковской, Киевской, Ясско-Кишинёвской, Белградской операций, освобождении советских городов: Острогожск, Грайворон, Гадяч, Лубны, Киев, румынского города Яссы и столицы Югославии — города Белграда.
В 1944 году в составе 17-й воздушной армии была сформирована авиагруппа генерал-майора Витрука, которая включала 10-ю гвардейскую штурмовую авиационную дивизию, 236-ю истребительную авиационную дивизию и 1975-й зенитно-артиллерийский полк. Задача группы состояла в оказании помощи Народно-освободительной армии Югославии. По окончании Белградской операции группа Витрука действовала в интересах НОАЮ до окончания войны. Одновременно с боевой работой велась и подготовка югославских авиационных кадров. В частях дивизии Витрука были подготовлены 145 югославских лётчиков и 665 авиационных техников для работы на штурмовиках Ил-2. В мае 1945 года авиационные полки передали всю технику вновь созданным военно-воздушным силам Югославии.
Дивизия генерала Витрука считалась одной из лучших штурмовых авиационных дивизий во всей Красной Армии в годы войны. За три годы войны её лётчики выполнили 23 905 боевых вылетов, уничтожили и повредили 1 670 танков и других единиц бронетехники противника, 1 430 автомобилей, 86 паровозов и 951 железнодорожный вагон, разрушили 7 мостов, потопили 70 катеров и барж, взорвали 325 складов, уничтожили тысячи солдат и офицеров противника. В воздушных боях было сбито 215 немецких самолётов. За отличия в боях дивизия получила почётные наименования «Воронежская» и «Киевская», стала гвардейской, награждена орденами Красного Знамени, Суворова 2-й степени, Кутузова 2-й степени.
Сам генерал-майор авиации А. Н. Витрук выполнил 45 боевых вылетов на штурмовике Ил-2 и нанёс большой урон наземным войскам противника. Более того, в воздушных боях он лично сбил 1 немецкий самолёт и ещё 2 в группе.

## После войны
После войны гвардии генерал-майор авиации Витрук А. Н. командовал 10-й гвардейской штурмовой авиационной дивизией. Скончался на 44-м году жизни 3 июля 1946 года. Похоронен в парке Вечной Славы столицы Украины — города-героя Киева.

## Память
Имя Героя носят улицы в Воронеже, Киеве, Житомире, а также школа, где он учился.

## Награды
- Герой Советского Союза (24.02.1942)
- орден Ленина (24.02.1942)
- 4 ордена Красного Знамени (22.02.1942, 29.08.1943, 24.09.1944, 3.11.1944)
- орден Суворова 2-й степени (08.02.1943)
- орден Кутузова 2-й степени (10.01.1944)
- орден Богдана Хмельницкого 2-й степени (25.08.1944)
- орден Александра Невского (22.06.1945)
- орден Красной Звезды (22.02.1941)
- медаль «За отвагу» (15.01.1940)
- медаль «За оборону Москвы» (01.05.1944)
- медаль «За оборону Сталинграда» (27.03.1945)
- медаль «За победу над Германией в Великой Отечественной войне 1941-1945 гг.» (09.05.1945)
- медаль «За освобождение Белграда» (09.06.1945)
- Народный Герой Югославии (29.01.1945)
- Орден Партизанской звезды 1-й степени (Югославия, 1945)